# Svenljunga Nya Kommunalparti
Svenljunga Nya kommunalparti (SNK) var ett lokalt politiskt parti i Svenljunga kommun, som bildades inför valet till kommunfullmäktige 1991. 
Partiets frontfigur var Eckard Klug.
I kommunalvalet 1991 erhöll partiet sju mandat i kommunfullmäktige och i kommunalvalet 1994 erhöll partiet ånyo sju mandat i kommunalvalet i Svenljunga kommun.
I kommunalvalet 1998 fick partiet 15,80 procent av rösterna vilket motsvarade 1008 röster och erhöll därmed sex mandat i kommunfullmäktige.
Partiet minskade i valet 2002 till 8,7 % och erhöll därmed 3 mandat i kommunfullmäktige. Efter valet 2002  hade partiet en valteknisk samverkan tillsammans med miljöpartiet.
Partiet ställde inte upp i kommunalvalet 2006.